# Anolis griseus
Espèce
Synonymes
- Dactyloa griseus (Garman, 1887)

Anolis griseus est une espèce de sauriens de la famille des Dactyloidae. 

## Répartition
Cette espèce est endémique de l'île Saint-Vincent à Saint-Vincent-et-les-Grenadines.

## Publication originale
- Garman, 1887 : On West Indian reptiles. Scincidae. Bulletin of the Essex Institute, vol. 19, p. 51-53 (texte intégral).